# Sherlock Holmes w Waszyngtonie
Sherlock Holmes w Waszyngtonie (ang. Sherlock Holmes in Washington) – amerykański film szpiegowski z 1943 roku w reżyserii Roya Williama Neilla na podst. postaci Sherlocka Holmesa i doktora Watsona stworzonych przez sir Arthura Conana Doyle’a. Piąty z czternastu filmów z Basilem Rathbone’em jako Sherlockiem Holmesem i Nigelem Bruce’em jako doktorem Watsonem. Fabuła jest oryginalną historią, która nie jest oparta na żadnym z utworów o Holmesie.

## Obsada
- Basil Rathbone – Sherlock Holmes
- Nigel Bruce – dr Watson
- Marjorie Lord – Nancy Partridge
- Henry Daniell – William Easter
- George Zucco – Heinrich Hinkel
- John Archer – porucznik Pete Merriam
- Gavin Muir – agent rządowy Lang
- Edmund MacDonald – detektyw porucznik Grogan
- Don Terry – Howe
- Bradley Page – Cady
- Holmes Herbert – pan Ahrens
- Thurston Hall – senator Henry Babcock
- Gerald Hamer – Alfred Pettibone / „John Grayson”
- Clarence Muse – George
- Ian Wolfe – sprzedawca z antykami
- Mary Gordon – pani Hudson